# Bunodonte

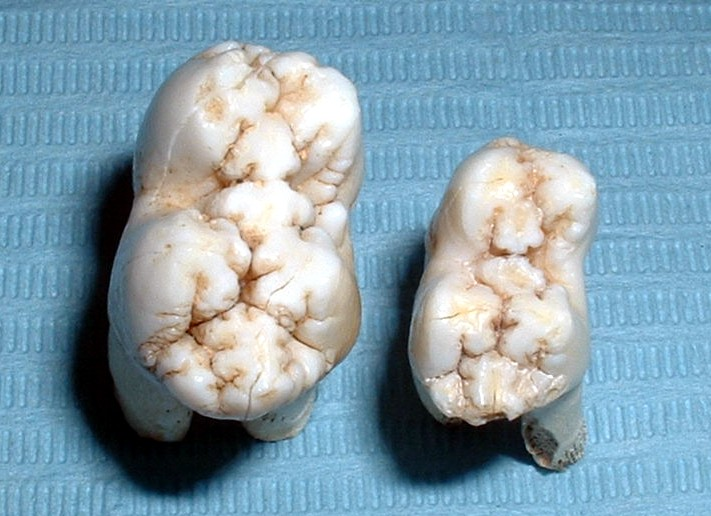
Molares bunodontos de Sus scrofa domesticus, el cerdo común.

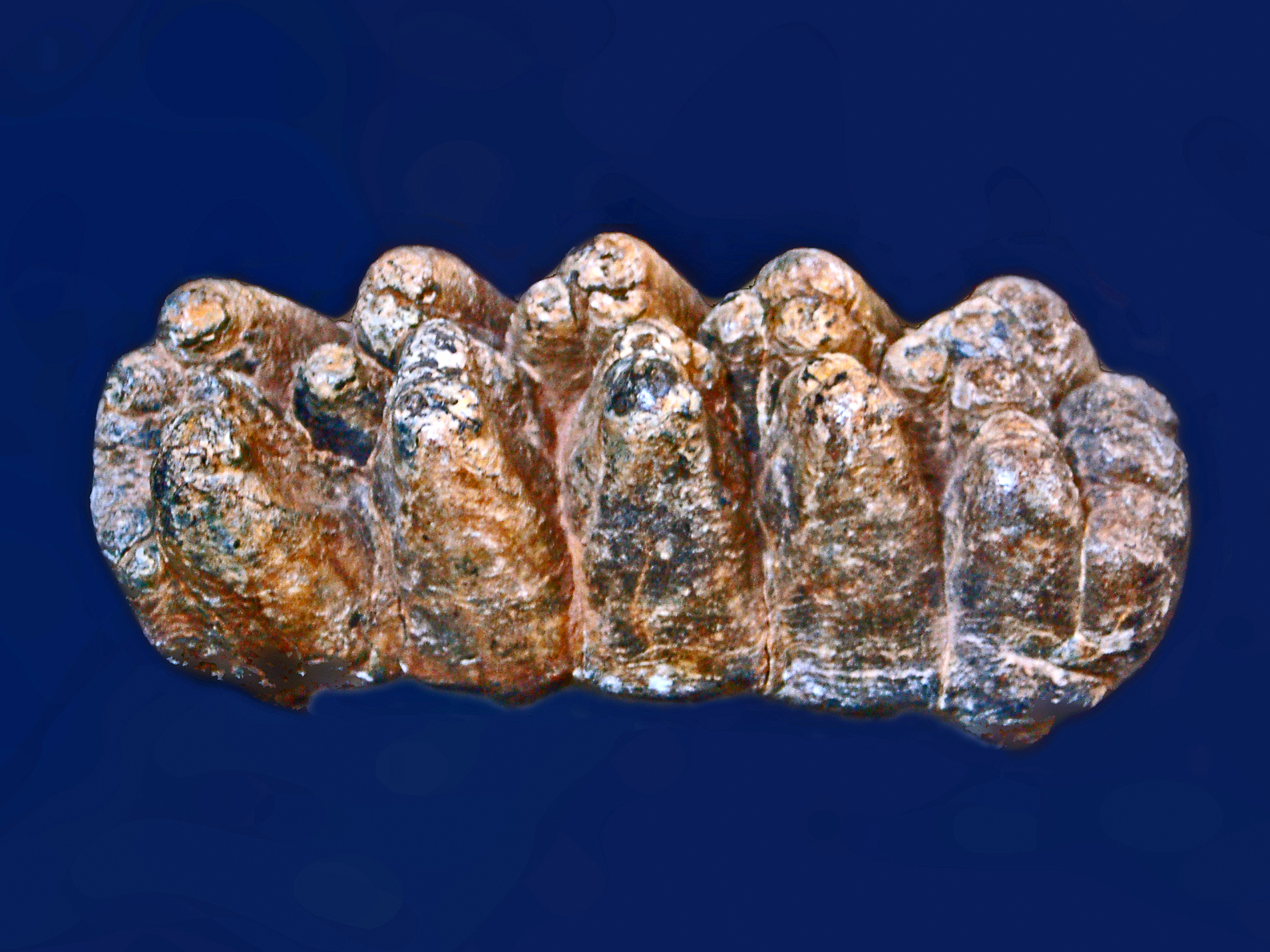
Molar bunodonto de Anancus arvernensis, un proboscídeo primitivo.

En anatomía, se llaman bunodontos o bunodontes a los molares con cúspides redondeadas y poco desarrolladas, como los primates, incluyendo al ser humano, los cerdos y los osos. Estos animales son generalmente omnívoros, y no necesitan de dientes muy desarrollados para romper las fibras vegetales, como los ungulados, que tienen dientes lofodontos o selenodontos (con crestas adicionales de esmalte entre las cúspides). Tanto los dientes lofodontos como selenodontos derivan evolutivamente de molares bunodontes. Aunque el número de cúspides es variable, generalmente hay cuatro principales en los molar superiores y cinco en los molares inferiores. En los molares superiores, el paracono, metacono, protocono e hipocono. En los molares inferiores, paracónico, metacónido, protocónido, hipocónido y entocónido. Además suele una cúspide accesoria llamada hipoconúlido en el borde posterior de los molares inferiores. El paracónido tiende a perderse.
El hipocono, la cúspide lingual posterior de los molares superiores, ha aparecido numerosas veces en la evolución de los mamíferos. El nombre "hipocono" refiere más específicamente a una cúspide accesoria muy desarrollada del borde posterior (o postcíngulo) del diente. En el caso de cúspides que pasan a ocupar el mismo lugar pero tienen otros orígenes, se habla de "pseudohipocono".

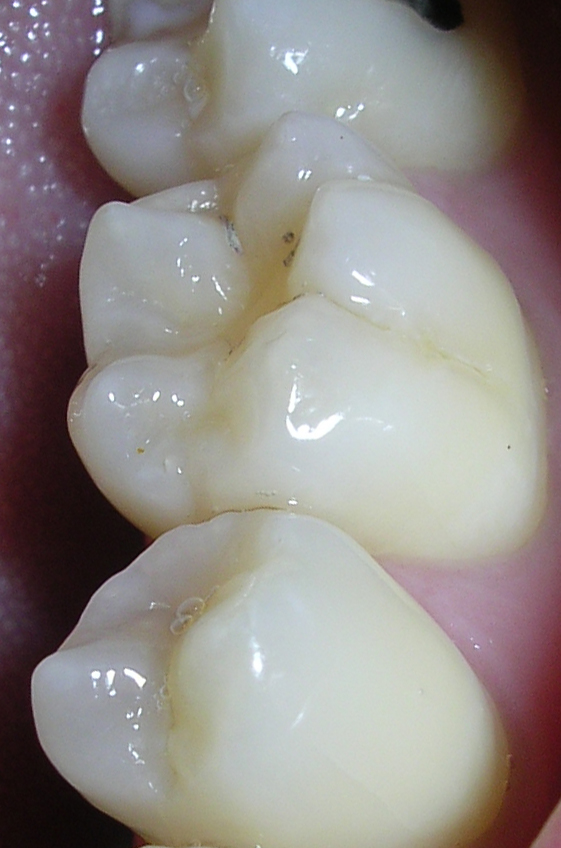
Premolar y molar bunodontes humanos.

El nombre de mastodonte, aplicado a diversos proboscidios primitivos deriva de sus molares bunodontos (mamelonares), por la forma redondeada de las cúspides: del griego μαστός [mastós], «mama», y ὀδόντος [odóntos], «diente».